# HD 41162
HD 41162 (eller HR 2137) är en dubbelstjärna i den mellersta delen av stjärnbilden Kusken. Den har en kombinerad skenbar magnitud av ca 6,32 och är mycket svagt synlig för blotta ögat där ljusföroreningar ej förekommer. Baserat på parallax enligt Gaia Data Release 2 på ca 9,3 mas, beräknas den befinna sig på ett avstånd på ca 350 ljusår (ca 107 parsek) från solen. Den rör sig närmare solen med en heliocentrisk radialhastighet på ca –1,6 km/s.

## Egenskaper
Primärstjärnan HD 41162 A är en gul till vit jättestjärna av spektralklass G8 III. Den har en radie som är ca 7,2 solradier och har ca 34 gånger solens utstrålning av energi från dess fotosfär vid en effektiv temperatur av ca 5 200 K.